# Лекюрель, Жанно де
Жанно́ де Лекюре́ль (фр. Jehannot de Lescurel, l’Escurel) — французский поэт и композитор конца XIII — начала XIV века, трувер.

## Биография и творчество
Возможно, служил в парижском соборе Нотр-Дам и был повешен в 1304 г. за изнасилование, воровство и убийство (впрочем, эти сведения о биографии Лекюреля нынешняя наука оспаривает).
О музыкальном наследии Лекюреля мы знаем по единственному источнику — приложению к знаменитой парижской рукописи «Романа о Фовеле» (F-Pn fr.146, ff.57r-62v). В него входят преимущественно одноголосные светские сочинения, написанные в твёрдых формах: 20 баллад, 12 рондо́ и 2 diz entez (в ди нотированы только рефрены). Единственное многоголосное (на 3 голоса) сочинение Лекюреля — рондо «A vous douce debonnaire».
Вместе с Адамом де ла Алем считается одним из главных предшественников Гийома де Машо.

## Сочинения
- Balades, rondeaux et diz entez sus refroiz de rondeaux / Jehannot de L´Escurel, hrsg. v. Friedrich Gennrich. Langen bei Frankfurt, 1964.
- The Works of Jehan de Lescurel, ed. by N.Wilkins // Corpus mensurabilis musicae 30. Roma, 1966.

## Дискография
- Jehan de Lescurel: Chansons et Dit enté (Ensemble Syntagma)